# Religia w Demokratycznej Republice Konga
Religia w Demokratycznej Republice Konga – zdominowana jest przez chrześcijaństwo różnych odłamów. Największe mniejszości religijne stanowią: muzułmanie i wyznawcy religii plemiennych. Istnieją również nieduże mniejszości: bahaistów i hinduistów.
Chrześcijaństwo zostało wprowadzone w regionie Kongo pod koniec XV wieku przez Portugalczyków. W roku 1491 chrześcijaństwo przyjął król Alfons I. Historia chrześcijaństwa w obszarze współczesnego Konga jest ściśle związana z historią europejskiej ekspansji kolonialnej. Pierwszymi protestantami przybyłymi w 1878 roku do Konga byli brytyjscy misjonarze baptystyczni. Islam przeniknął do Konga pod koniec XIX wieku wraz z handlarzami kości słoniowej i niewolnikami z Afryki Wschodniej.
Według badań Pew Research Center z 2013 roku 80% ludności to chrześcijanie, 12% muzułmanie i 3% praktykowało tradycyjne religie afrykańskie. Według innych danych chrześcijaństwo wyznawane jest przez ponad 90% populacji, islam 1,5 do 10% populacji i tradycyjne wierzenia afrykańskie około 5%.

## Chrześcijaństwo

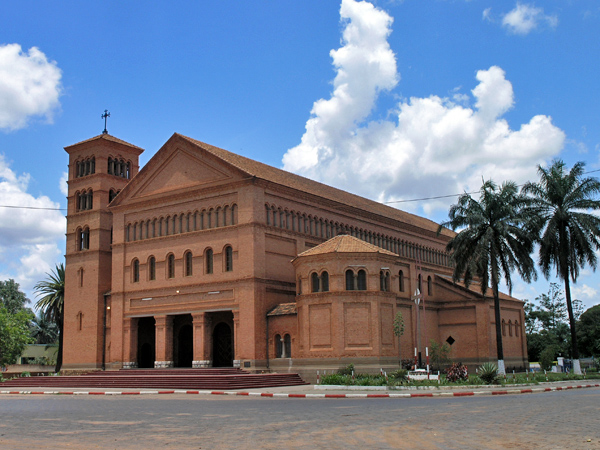
Katedra Św. Piotra i Pawła w Lubumbashi

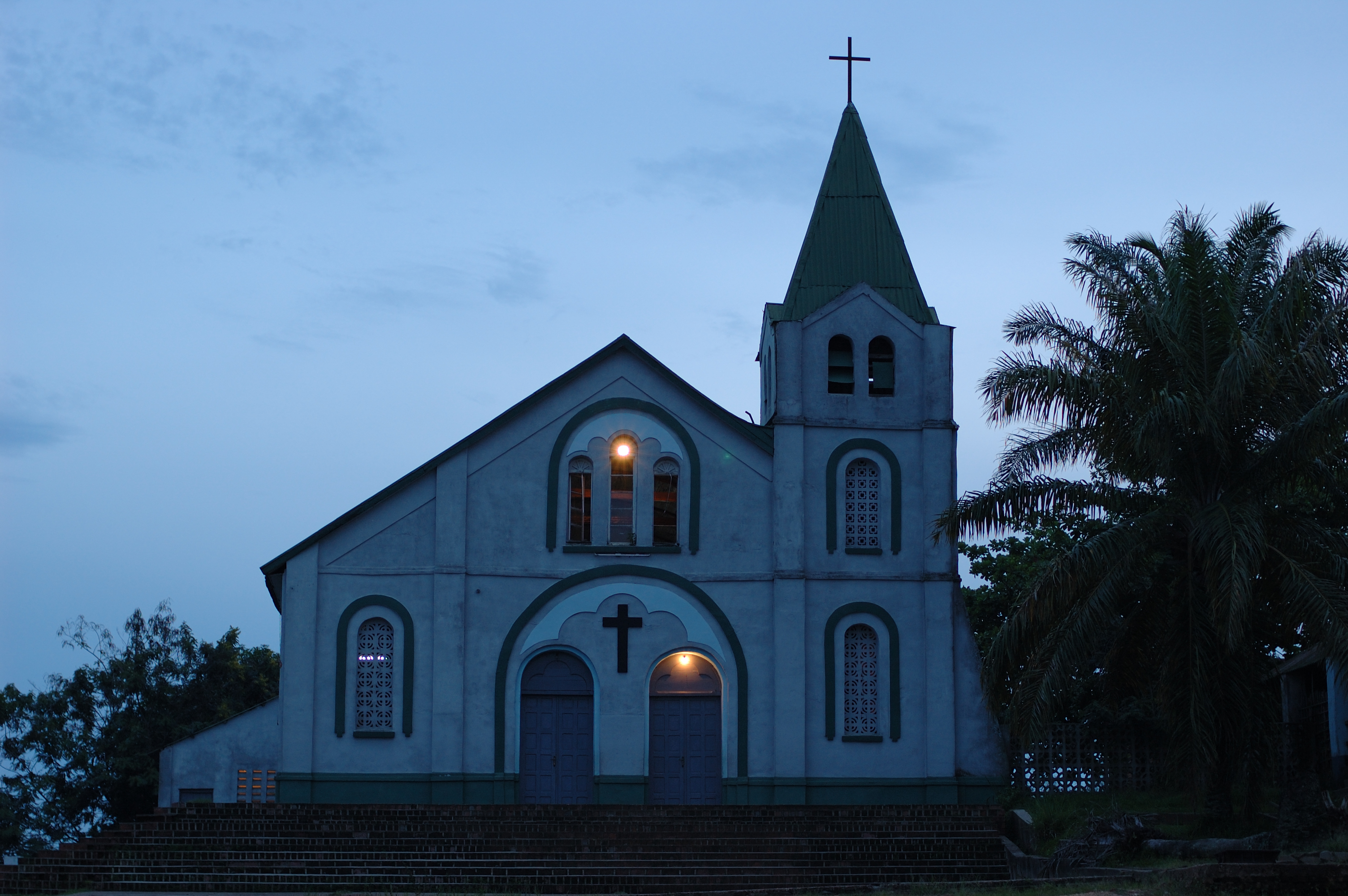
Kościół w Kindu

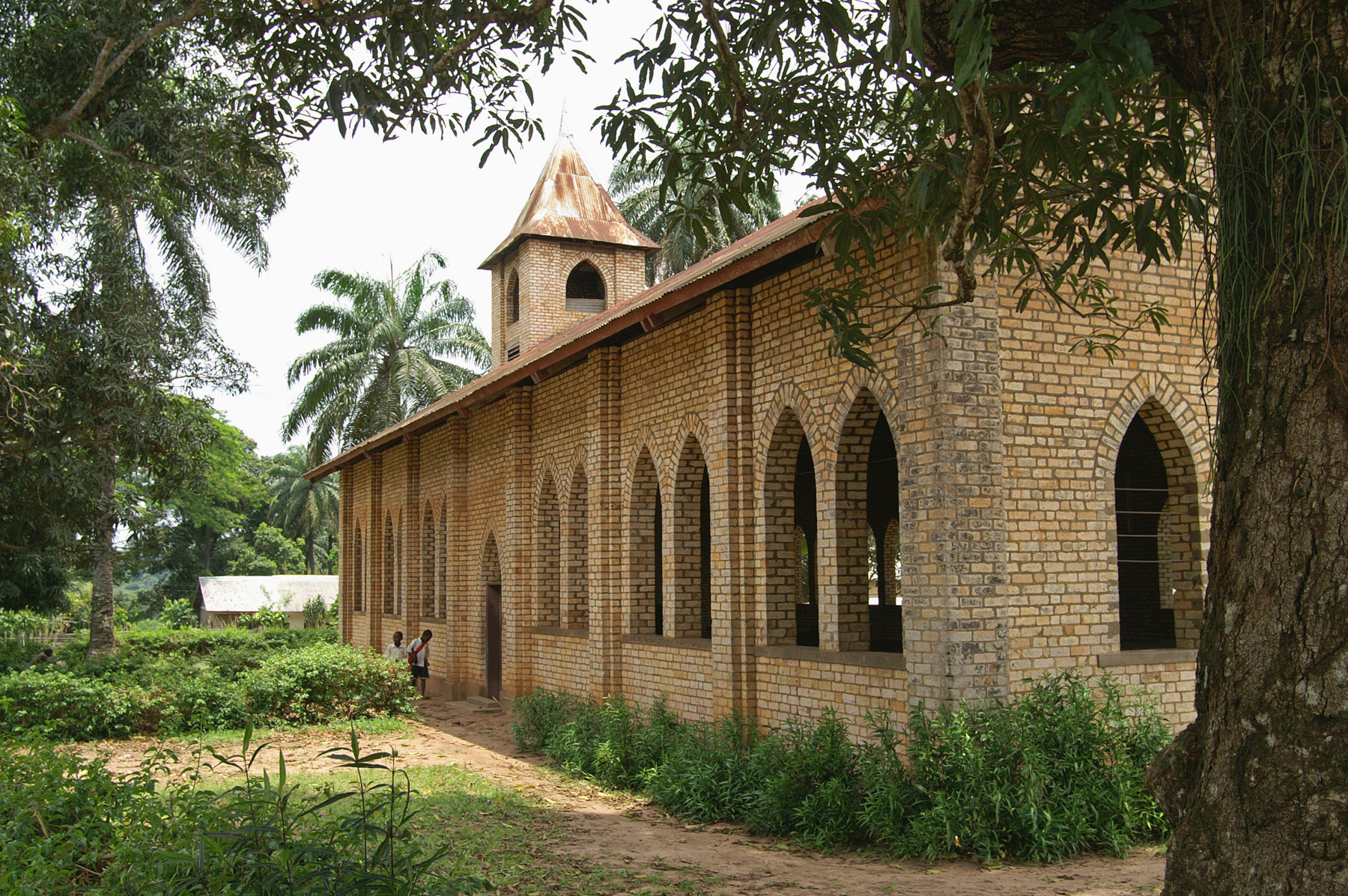
Kościół baptystyczny w Vanga

Według Pew Research Center chrześcijańska populacja składa się głównie z rzymskich katolików (36,8%), protestantów (32%) i innych, głównie niezależnych kościołów afrykańskich (11,2%).
Wśród wyznań protestanckich przeważają: zielonoświątkowcy (6,3%), kalwini (ponad 3,5%), baptyści (ok. 3,5%), metodyści (ok. 2,5%), kościoły ewangelikalne (ok. 2%), adwentyści dnia siódmego (1,3%) i campbellici (1%). Szeroko pojęty ruch charyzmatyczny obejmuje 25,8% populacji.
Wśród kościołów afrykańskich najwięcej wyznawców posiada Kościół kimbangistyczny. Inną dużą grupę stanowią wyznawcy Kościoła Nowoapostolskiego, jak również spotkać można wspólnoty Świadków Jehowy i mormonów.
Ważniejsze denominacje chrześcijańskie:
| Kościół                                        | Liczba wiernych | Procent ludności |
| ---------------------------------------------- | --------------- | ---------------- |
| Kościół katolicki                              | 33,9 mln        | 50%              |
| Kimbangizm                                     | 8,15 mln        | 12%              |
| Kościół Prezbiteriański                        | 2,35 mln        | 3,46%            |
| Kościół Nowoapostolski                         | 2,15 mln        | 3,17%            |
| Zjednoczony Kościół Metodystyczny              | 1 432 tys.      | 2,11%            |
| Wspólnota Baptystyczna Rzeki Konga             | 1 180 tys.      | 1,74%            |
| Kościół Adwentystów Dnia Siódmego              | 905 tys.        | 1,33%            |
| Wspólnota Wolnych Kościołów Zielonoświątkowych | 780 tys.        | 1,15%            |
| Wspólnota Baptystyczna Zachodniego Konga       | 686 tys.        | 1,01%            |
| Disciples of Christ                            | 673 tys.        | 0,99%            |
| Wolny Kościół Ewangeliczny (Ubangi)            | 530 tys.        | 0,78%            |
| Kościół Anglikański                            | 515 tys.        | 0,76%            |
| Wspólnota Zborów Bożych w Kongo                | 417 365 (2018)  | 0,51%            |
| WEC International                              | 395 tys.        | 0,58%            |
| Kościół Bożych Proroctw                        | 380 tys.        | 0,56%            |
| Ewangeliczny Kościół Konga                     | 329 tys.        | 0,49%            |
| Świadkowie Jehowy                              | 223 678 (2022)  | 0,28%            |
| Mennonici                                      | 225 581 (2018)  | 0,27%            |
| Mormoni                                        | 47 929          | 0,07%            |
| Kościół Boży w Chrystusie                      | 30 tys. (2017)  | 0,05%            |
| Kościół Apostolski                             | 25 tys. (2012)  | 0,04%            |